# کودکان پناهنده

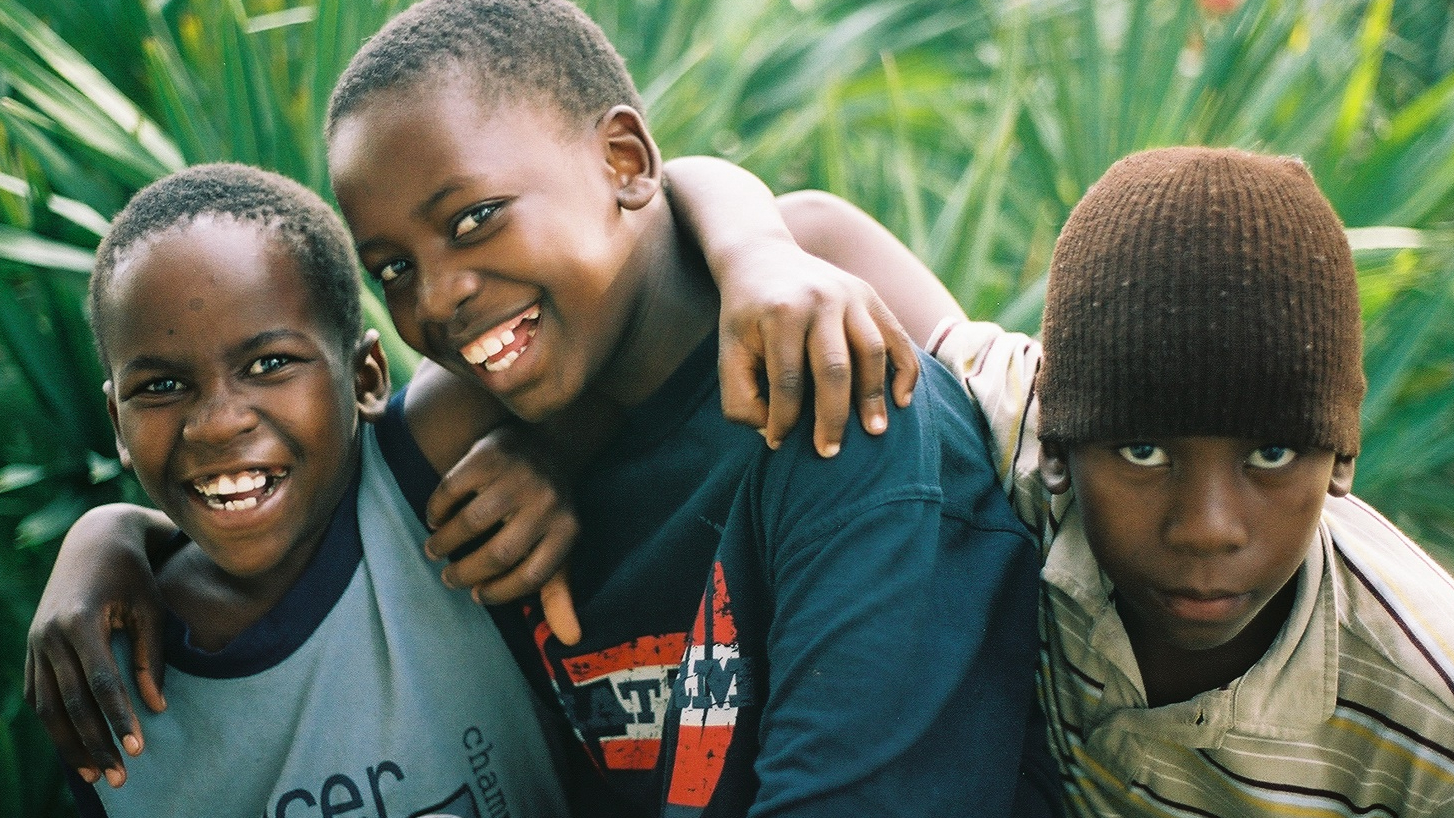
کودکان پناهنده بانتواز سومالی در یک مهمانی خداحافظی در فلوریدا قبل از اینکه به سایر نقاط ایالات متحده منتقل شوند.

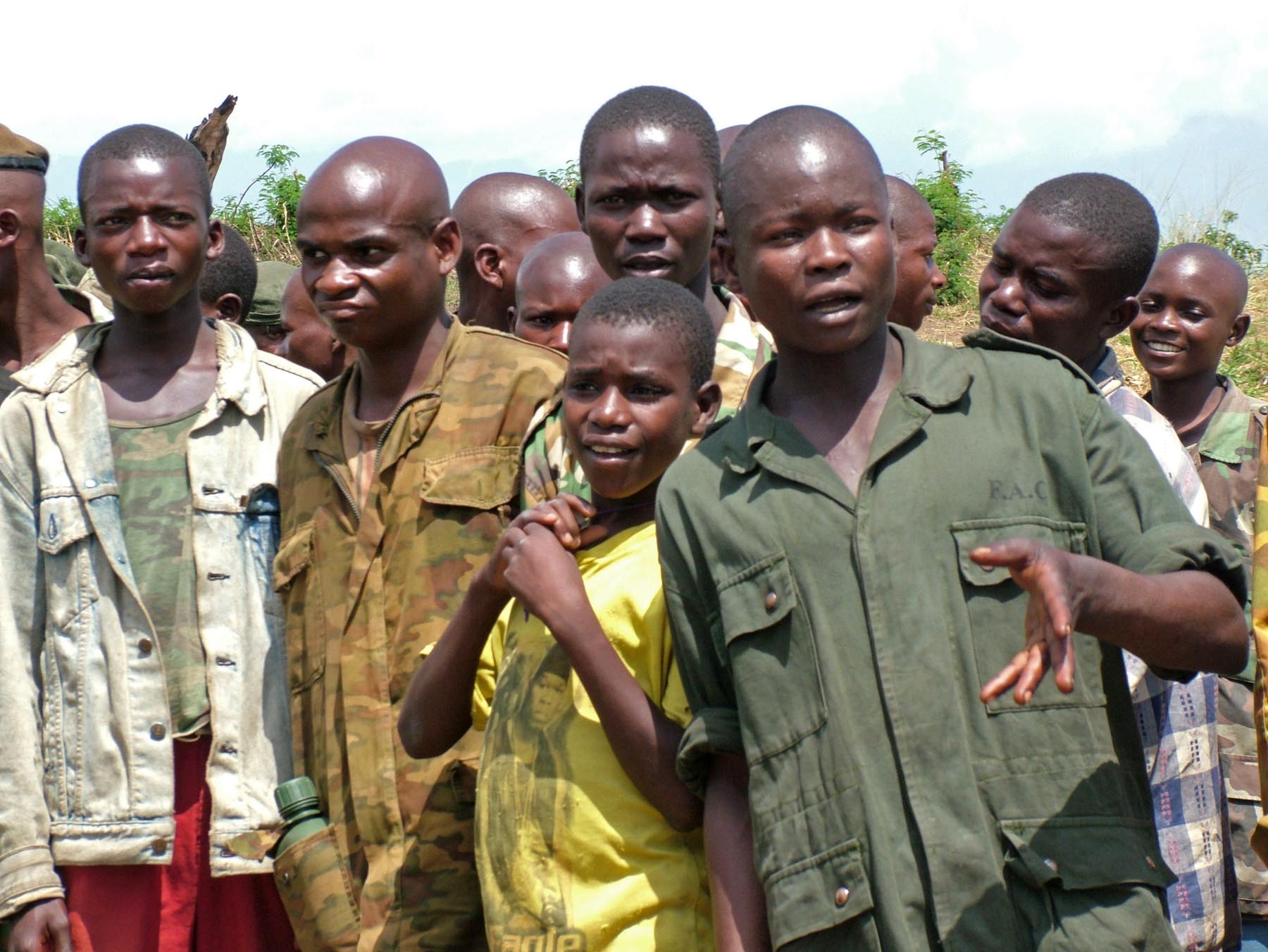
کودکان سرباز سابق در شرق جمهوری دموکراتیک کنگو.

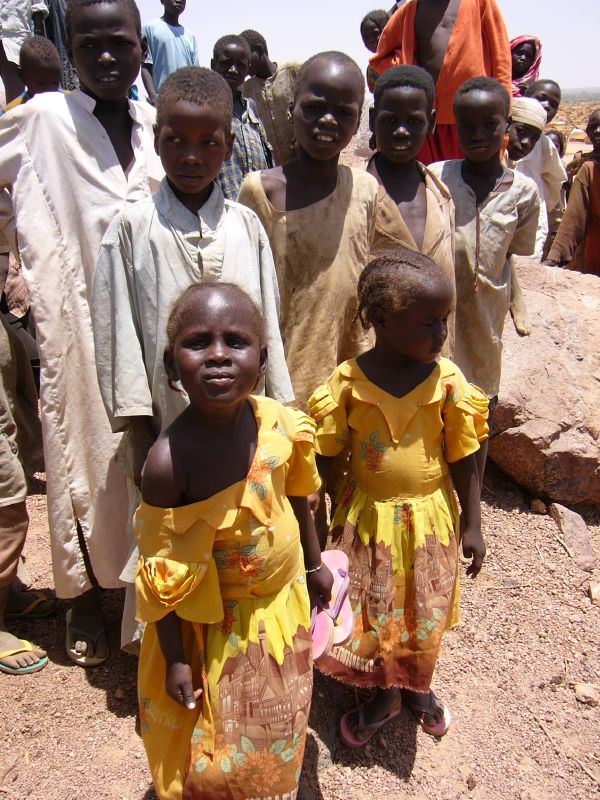
کودکان پناهنده اهل چاد

کودکان پناهنده (انگلیسی: Refugee children) نیمی از پناهندگان را در برمی‌گیرند، تقریباً یک سوم کودکانی که خارج از خانه مادریشان متولد می‌شوند پناهنده هستند. این آمار شامل کودکانی است که وضعیت پناهندگی آنها رسماً مورد تأیید قرارگرفته، همچنین کودکانی که در شرایط مشابه مورد نگرانیهای حفاظتی هستند. علاوه بر این کودکانی که مورد تهدید مستقیم خشونتهای ناشی از منازعات هستند بطوریکه به دلیل جابجایی اجباری و اسکان مجدد سلامتی شان در معرض خطرات بیماریهای مختلف از جمله ضربات روحی و روانی ناشی از منازعات طولانی مدت، شرایط نامناسب دسترسی به آب و بهداشت و تغذیه یا اجرای برنامه‌های منظم واکسیناسیون می‌شود. کودکان پناهنده، به ویژه کسانی که مدارک قانونی نداشته یا تنهایی سفر می‌کنند در برابر استثمار شدن یا مورد سوء استفاده قرار گرفتن آسیب پذیرند اگر چه بسیاری از جوامع در سراسر جهان از ورود آنها به کشورهایشان استقبال کرده‌اند، کودکان پناهنده و خانواده‌های آنها اغلب در معرض تبعیض، فقر و حاشیه نشینی در حاشیه و حریم شهرهای کشور مقصد یا ترانزیت یا سرزمین مادری شان قرار دارند، موانع زبان یا نداشتن برگه قانونی در کشورهای ترانزیت و کشورهای مقصد اغلب کودکان پناهنده و خانواده‌های آنها را از دسترسی به تحصیل، مراقبتهای بهداشتی، خدمات اجتماعی و سایر خدمات محروم می‌کند. بسیاری از کشورهای مقصد نیز فاقد سیاستها و همکاریهای میان فرهنگی برای همسان سازی و یکپارچه کردن اجتماعی هستند. چنین تهدیداتی عملاً باعث ناتوانی در حل مسئله ایمنی و رفاه کودکان پناهنده می‌شود.

## تعریف
کودکانی که عضو خانواده پناهندگان اقتصادی هستند با کودکان پناهنده یا جوینده پناهندگی تفاوت دارند؛ زیرا بر اساس گزارش کمیساریای عالی سازمان ملل برای پناهندگان(UNHCR)، پناهندگان اقتصادی افرادی هستند که کشور خود را به «دلایل صرفاً اقتصادی» ترک می‌کنند، بنابراین چون پناهنده اقتصادی قادر است برای خود و خانواده اش تصمیم‌گیری کند. بر اساس تعریف کنوانسیون ژنو از موقعیت یک پناهنده نمی‌تواند برخوردار باشد.

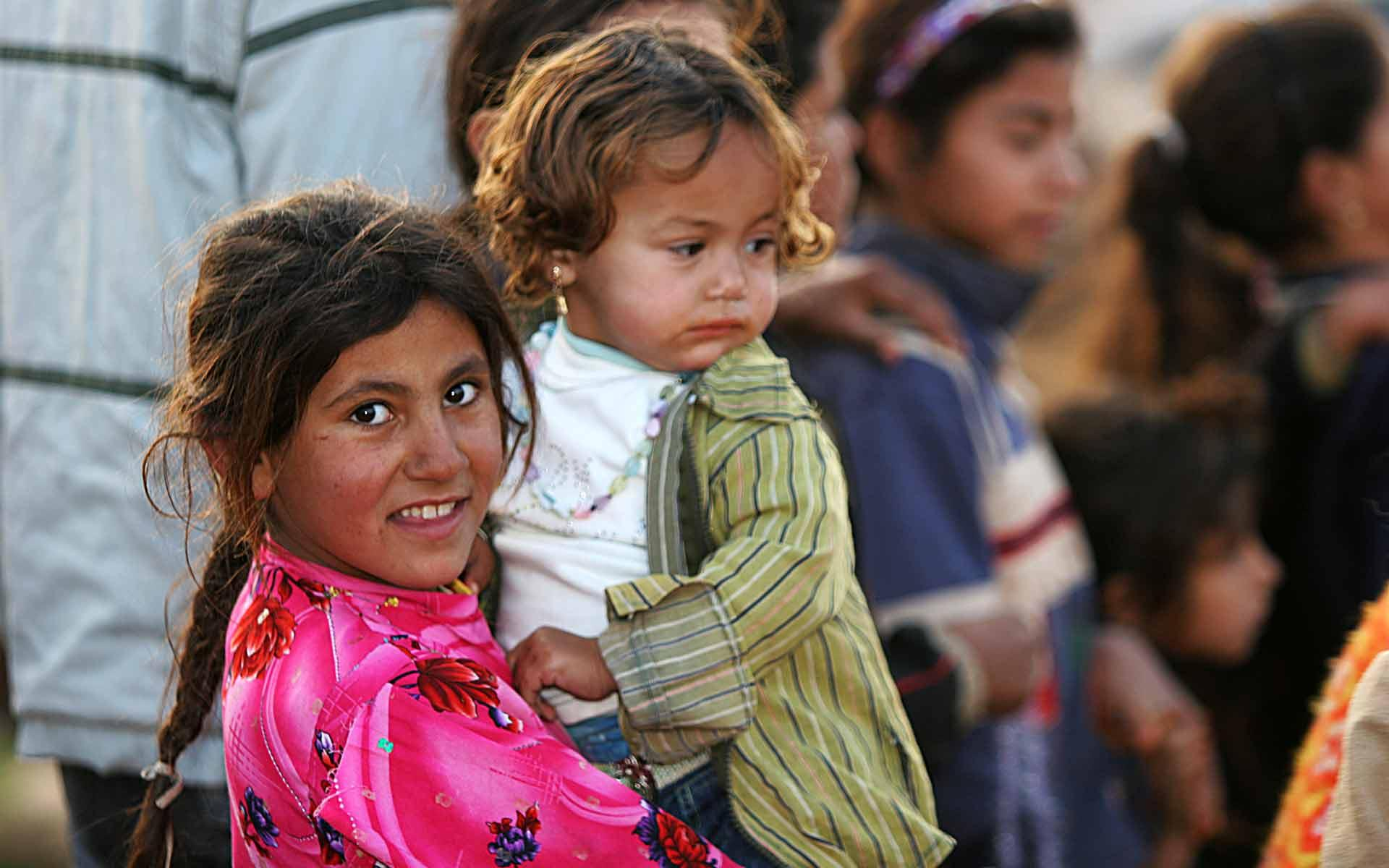
کودکان پناهنده عراقی

## کودکان بی‌خانمان
کودکان بی سرپرست زیر سن قانونی هستند که خانواده‌های خود را از سرزمین مادری شان ترک کرده و بدون خانواده یا سرپرست به کشور دیگری می‌روند.

## حمایت‌های قانونی
کنوانسیون حقوق کودک، گسترده‌ترین معاهده جهانی تصویب شده در خصوص حقوق بشر در تاریخ می‌باشد که شامل چهار ماده قانونی است و مشخصا کودکانی را در بر می‌گیرد که تحت تأثیر یا درگیر جابجایی و مهاجرت قرار دارند.

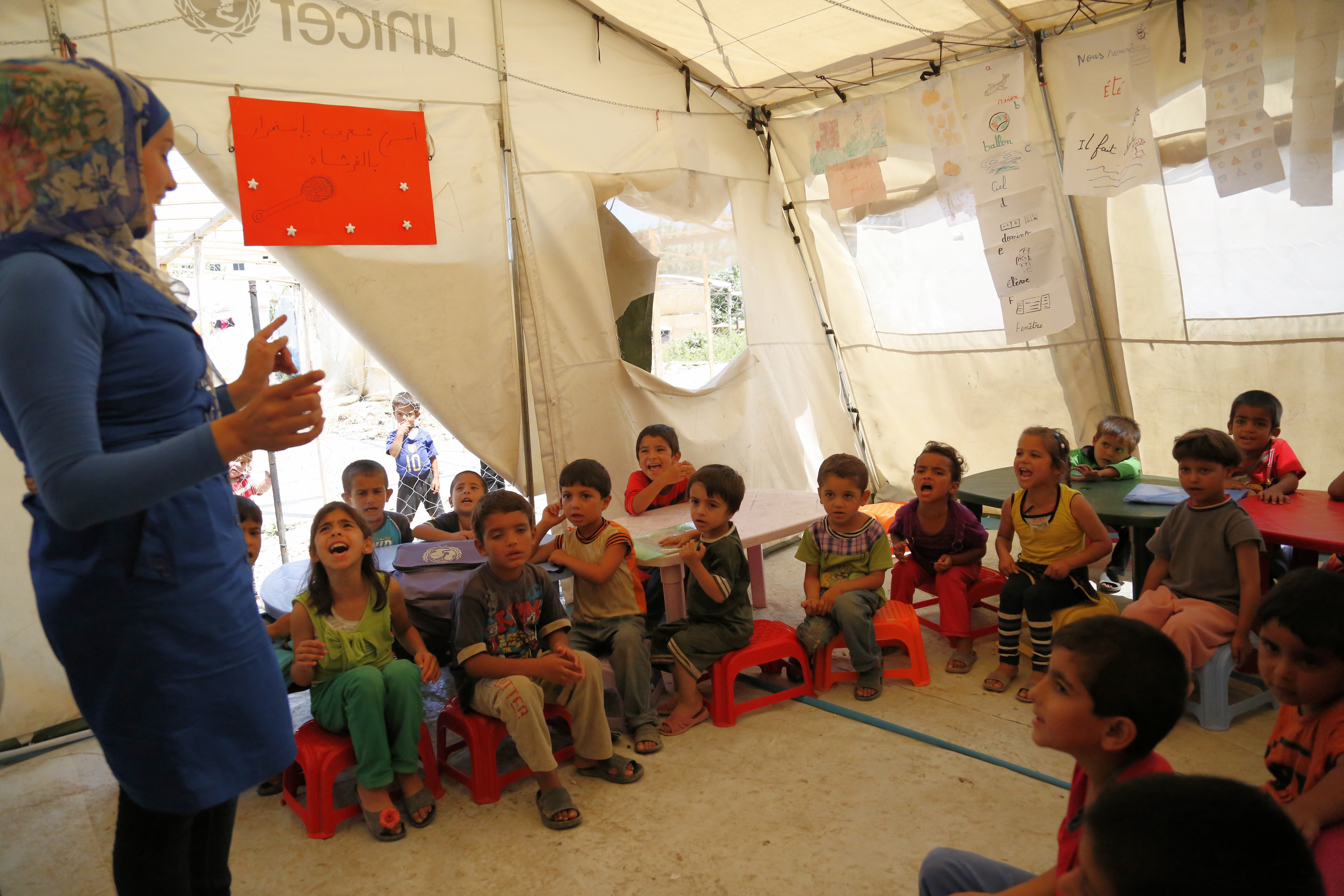
حضور کودکان پناهنده سوری در یک کلاس موقف

- اصل عدم تبعیض (ماده ۲)
- بهترین منافع کودک (ماده ۳)
- حق زندگی و بقا و توسعه (ماده ۶)
- حق مشارکت کودک (ماده ۱۲)

## سلامتی
بسیاری از پناهندگان طی سه مرحله از تجارب پناهندگی با جنگ، سوء تغذیه، بیماری‌های عفونی یا مزمن مواجه می‌شوند. کیفیت بالای مراقبتهای بهداشتی می‌تواند بر سلامت کودکان پناهنده تأثیر بگذارد.

## تحصیلات
طبق گزارش «بحران آموزش و پرورش پناهندگان» و منابع و آمار کمیساریای عالی پناهندگان سازمان ملل متحد و بر اساس آمار کنونی یونسکو در زمینه ثبت نام کودکان پناهنده درمدارس سراسر جهان و مقایسه آن با آمار سازمانهای آموزشی، علمی و فرهنگی سازمان ملل متحد، برآورد شده که وضعیت تحصیل کودکان پناهنده در سطح جهان، ۹۱ درصد کودکان در مدرسه ابتدایی به سر می‌برند؛ که از آمار کل پناهندگان، این رقم ۶۱ درصد است. به ویژه در کشورهای کم درآمد، تنها کمتر از ۵۰ درصد کودکان پناهنده قادر به حضور در مدرسه ابتدایی هستند.

## معلولین
کودکان معلول اغلب از سوء استفاده، غفلت، سوء استفاده جنسی و استثمار رنج می‌برند. آنها اغلب نه تنها از تحصیل محروم می‌شوند بلکه حمایتهای لازم برای تحقق توانایی و پتانسیل خود را ندارند.